# Serra do Sincorá
Serra do Sincorá är en bergskedja i Brasilien.   Den ligger i delstaten Bahia, i den östra delen av landet, 800 km öster om huvudstaden Brasília.
Omgivningarna runt Serra do Sincorá är huvudsakligen savann. Runt Serra do Sincorá är det glesbefolkat, med 19 invånare per kvadratkilometer.